# Urania (Zeitschrift)

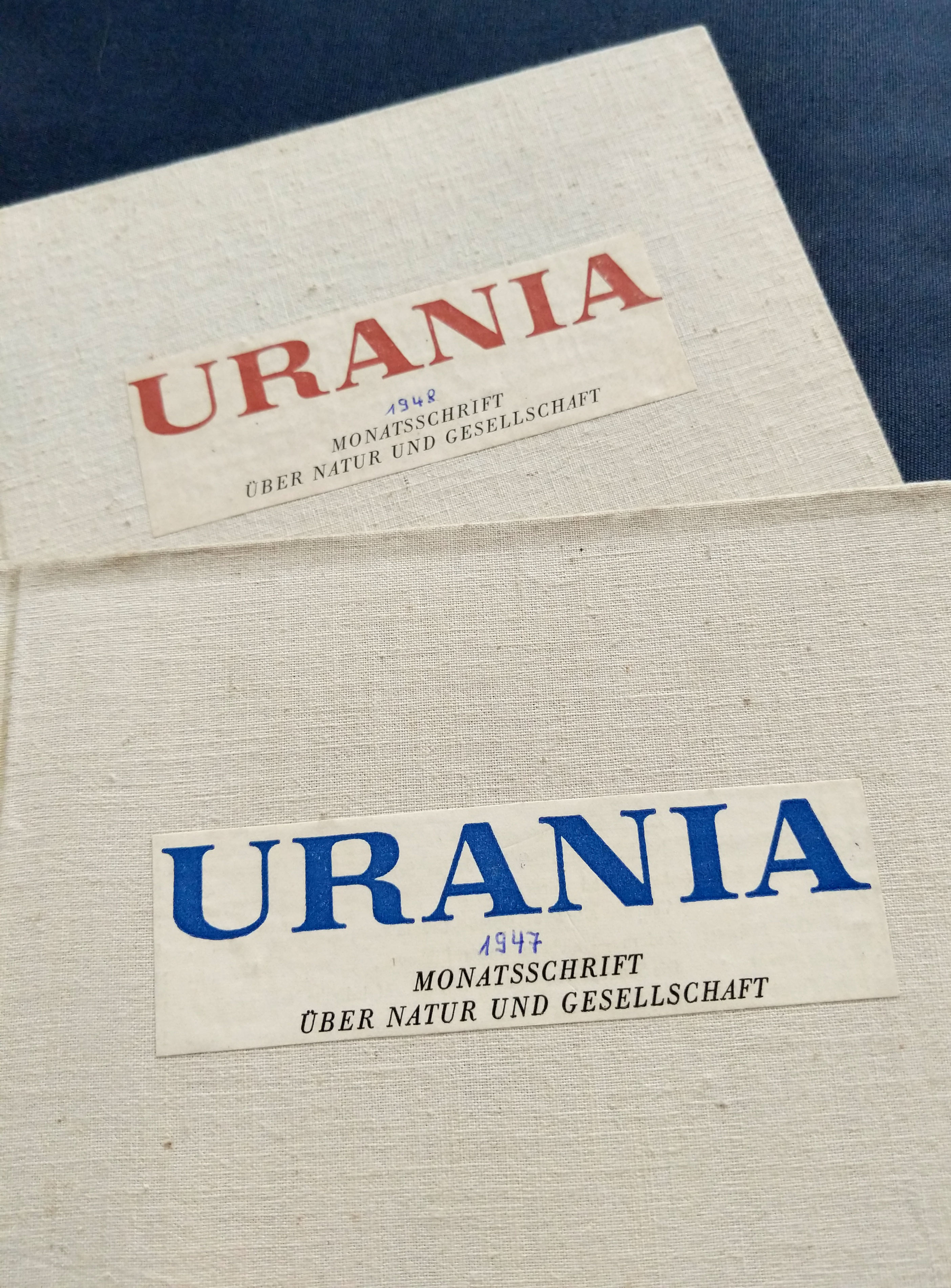
Die Jahresbände 1947–1948

Urania war eine populärwissenschaftliche Zeitschrift, gegründet 1924 von dem Biologen und Sozialisten Julius Schaxel. Sie erschien mit dem Untertitel Monatshefte für Naturerkenntnis und Gesellschaftslehre in der Urania-Verlags-Ges. m. b. H. in Jena. Im Beiblatt Der Leib wurden Körperkultur und gesunde Lebensweise im Sinne der Lebensreform behandelt. Inhaltlich stand die Zeitschrift der Freidenkerbewegung nahe. Schriftleiter war Ernst Mühlbach. Zu den Autoren der Zeitschrift gehörten Theodor Hartwig, Max Hodann, der Sinologe Eduard Erkes und viele andere.
Schaxel schuf den Verlag und die Zeitschrift unter dem Eindruck von Entwicklungen in der Sowjetunion, wohin er mehrfach reiste. Mit der Urania wollte er 1924

„… eine Zeitschrift schaffen, die den breitesten Massen im Sinne der dialektischen materialistischen Weltanschauung die Erkenntnis über Natur und Gesellschaft vermitteln hilft.“

1933 setzten ihn die Nationalsozialisten unter Druck und verboten das Blatt. Schaxel emigrierte in die Sowjetunion. Ab 1947 erschien die Urania wieder, diesmal mit dem Untertitel Monatsschrift über Natur und Gesellschaft, zunächst in der Sowjetischen Besatzungszone und später in der DDR, herausgegeben von der Urania – Gesellschaft zur Verbreitung wissenschaftlicher Kenntnisse. Die gebundene Ausgabe von 1947 weist sich selbst als „Zehnter Jahrgang“ aus. Damit ist die Publikation von 1924–1933 (also neun Jahre) gemeint, wodurch die Wiedereinführung nach dem Zweiten Weltkrieg der zehnte Jahrgang wurde. Fast alle Autoren der ersten Ausgaben stammten aus der SPD und waren während des Nationalsozialismus arbeitslos oder verfolgt gewesen.
In seinem Aufsatz Von der alten zur neuen ‚Urania‘ schrieb Otto Jenssen 1947:

„Nicht Rassentheorie, sondern Sozialbiologie muß die Losung sein. Eine umfassende gesellschaftswissenschaftliche Betrachtung zieht auch die Naturwissenschaft in ihren Bereich. [...] Statt von der wissenschaftlichen Erkenntnis auszugehen, gaben sich breite Schichten des deutschen Volkes dem politischen und sozialen Wunderglauben hin. Das hat sich furchtbar gerächt. Zum geistigen Wiederaufbau muß die ‚Urania‘ ihren Beitrag leisten.“